# اچ‌دی ۱۵۹۲۰
اچ‌دی ۱۵۹۲۰ یک ستاره است که در صورت فلکی ذات‌الکرسی قرار دارد.